# Мукомелов, Владимир Ильич
Владимир Ильич Мукомелов (7 декабря 1951, Киев — июнь 2017) — советский футболист, полузащитник.

## Карьера
В восемнадцать лет начал играть в дубле киевского «Динамо». За основной состав дебютировал 25 ноября 1969 против тбилисских «одноклубников». Мукомелов во втором тайме заменил Бориса Белоуса, а игра завершилась победой грузинского «Динамо».
Во второй раз вышел в основе, через два с половиной года, когда клубом руководил Александр Севидов. Мукомелов во второй половине игры против московских «одноклубников» вышел вместо Фёдора Медведя.
В течение восьми сезонов защищал цвета клубов из первой лиги: «Спартак» из Ивано-Франковска и «Колос» из Никополя. В этом турнире Мукомелов провел 248 матчей и забил 20 голов. В составе команды из Днепропетровской области стал бронзовым медалистом первенства 1982 года. Также выступал за команды из второй лиги: «Фрунзенец» (Сумы) и СКА (Киев). В составе армейского коллектива одержал победу в чемпионате Украинской ССР. 

## Достижения

### «Колос»
- Бронзовый призёр Первой лиги: 1982

### СКА
- Чемпион УССР: 1983